# Юріс Калниньш
Юріс Калниньш (8 березня 1938 — 9 лютого 2010) — радянський баскетболіст.
Срібний призер Олімпійських Ігор 1964 року.